# Heliconius denhezi
Heliconius denhezi är en fjärilsart som beskrevs av Holzinger 1968. Heliconius denhezi ingår i släktet Heliconius och familjen praktfjärilar. Inga underarter finns listade i Catalogue of Life.